# Fingerpuppe

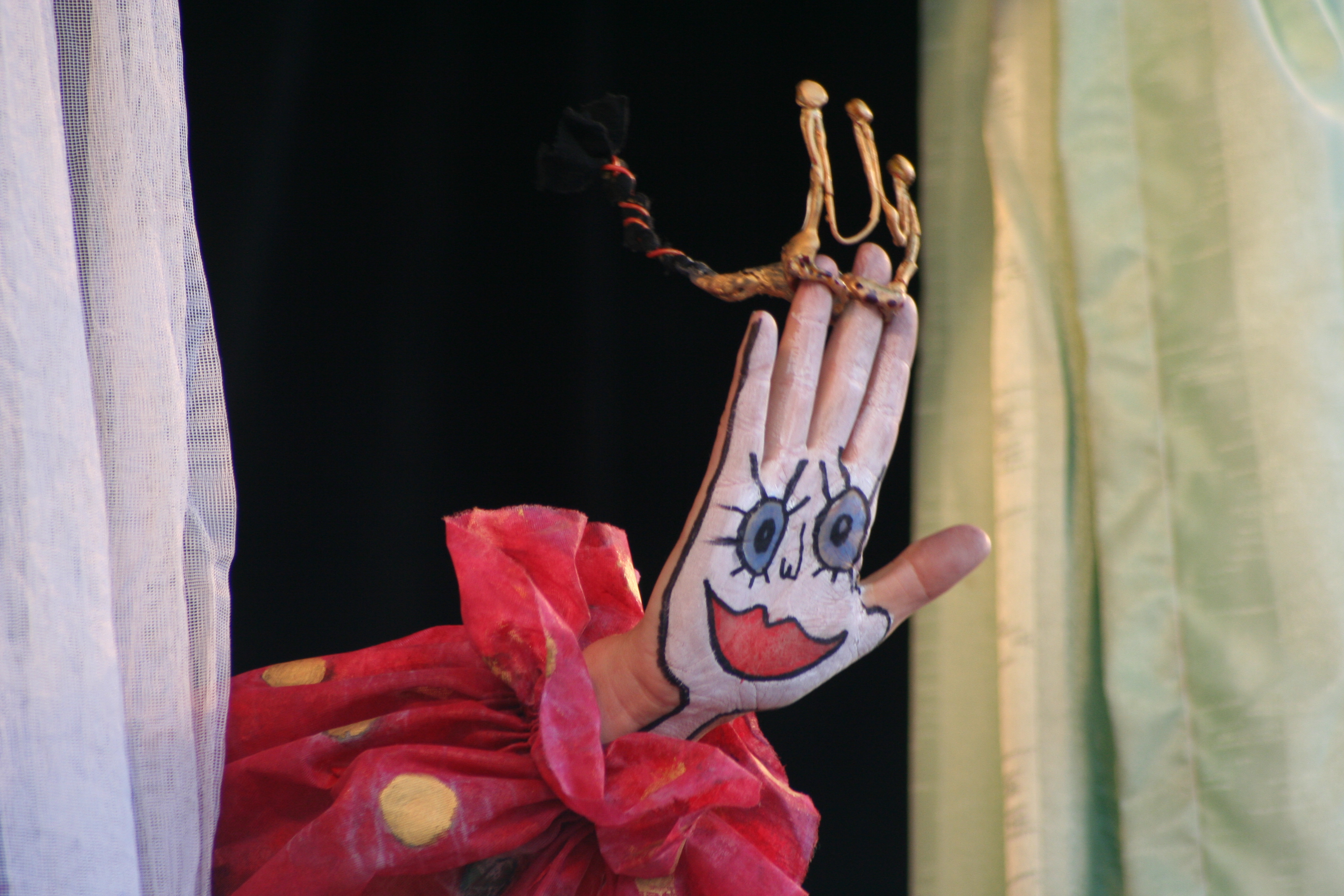
Bemalte Hand (Dorftheater Siemitz)

Eine Fingerpuppe besteht in der Reinform aus einem Kopf, der auf einen Finger gestülpt oder gemalt wird.
Auch eine aufgeklemmte Nase kann ausreichen, den Kopf zu definieren.
Die Köpfe können in jeglichem Stil gestaltet werden, aber naturgemäß nicht über eine bestimmte Größe hinausgehen. Auf Kostüme als gestalterisches Mittel wird verzichtet, die Hand selbst stellt den Körper dar. Allenfalls verhelfen Farbe und Form von Handschuhen zu bestimmten Assoziationen. Die gestalterische Weiterführung dieser Figurenart ist die Handpuppe, bei welcher die Spielerhand völlig verkleidet wird.
Trotz, oder gerade wegen ihrer Einfachheit ist die Fingerpuppe eine vielseitige Spielfigur im Puppentheater, die sich für alle Themen eignet, leichten Stoffen aber eher zugänglich ist. Sie wird direkt geführt und lässt spontane Bewegungen zu. 
Die Wirkung dieser Technik hängt stark vom Können des Puppenspielers ab.
Ein bekannter Fingerpuppenspieler war Gerhard Mensching („Das Taschentheater“), der auch den Lemmi in Lemmi und die Schmöker spielte und sprach.